# 維港頌

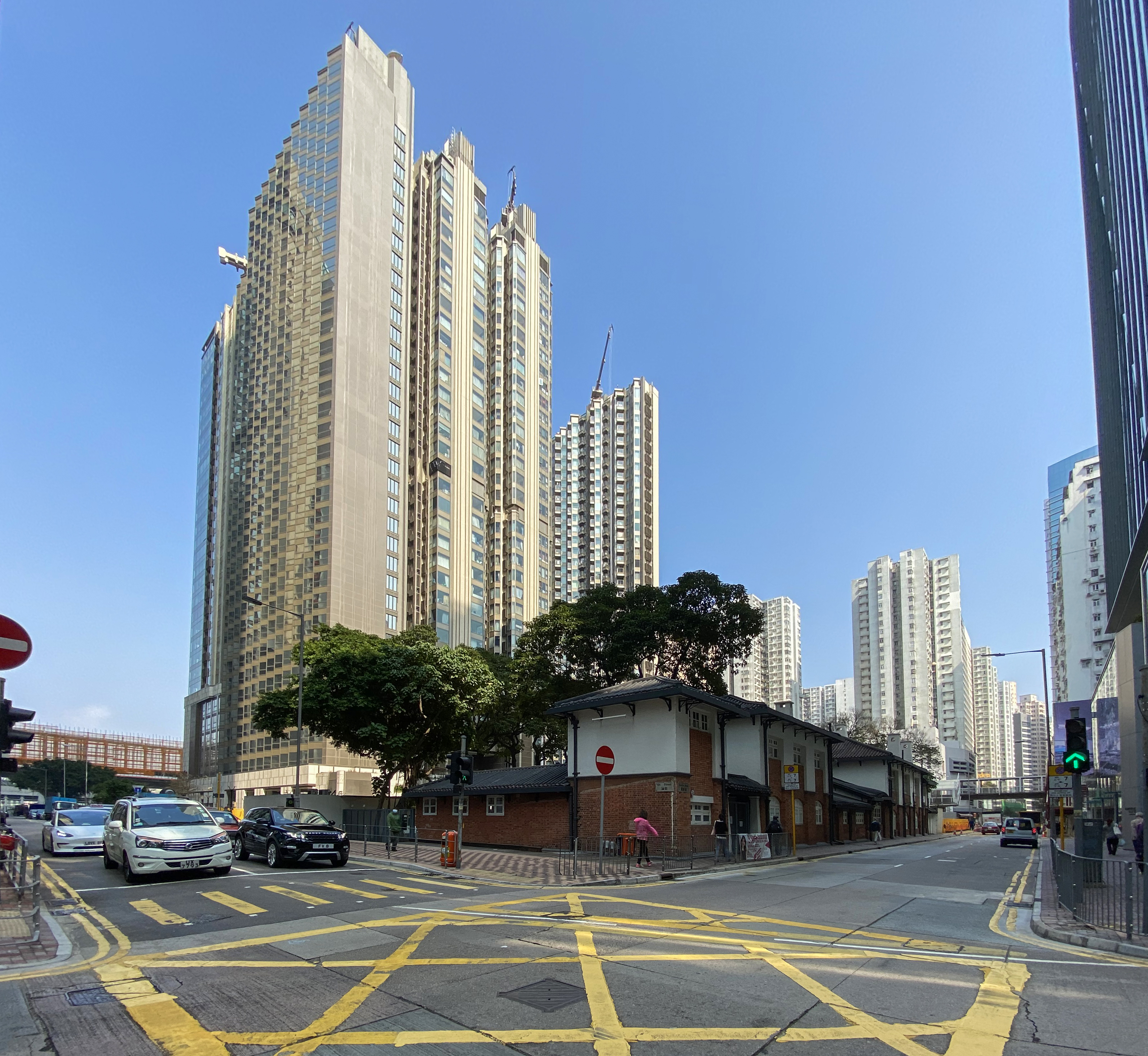
維港頌後方

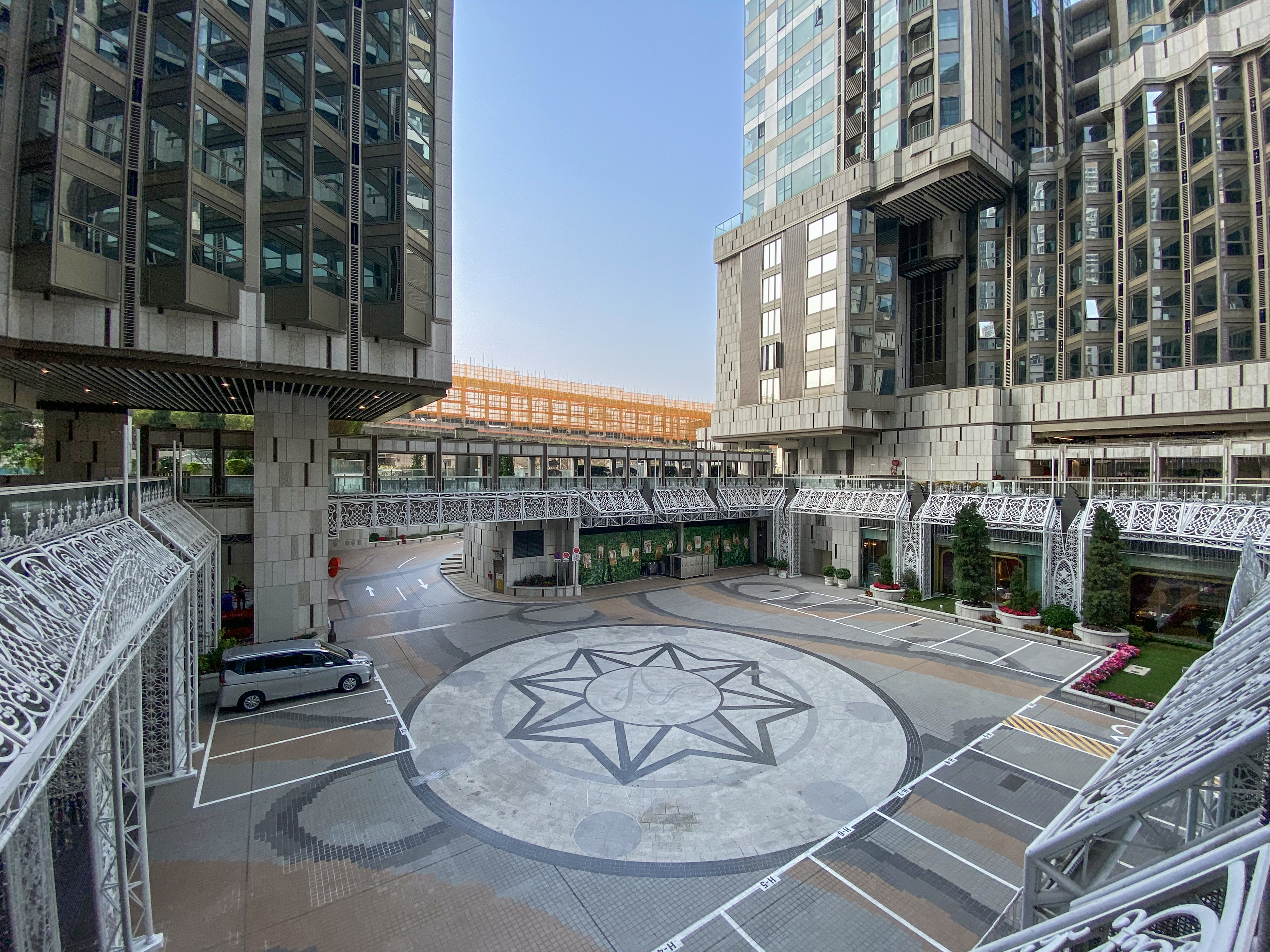
歷山酒店上落客區

維港頌（英語：Harbour Glory）位於香港北角城市花園道32號（炮台山油街內地段第8920號），為臨海的酒店及高尚住宅混合發展項目，由長江實業發展，梁黃顧建築師(香港)事務所負責設計，認可人士為梁鵬程先生，精進建築承建。項目前身政府物料倉庫，於2019年3月落成，到同年11月末入伙。示範單位設於港景峯商場。管理公司為發展商旗下的高衞物業管理。

## 歷史
項目前身為油街政府物料供應處（現稱政府物流服務署）倉庫，佔地1.47公頃，可作住宅╱商業用途。長實地產在1998年曾經向政府提出將該處以私人協約方式批予其發展為郵輪碼頭，不過相關的建議引起社會各界反對。到1999年，地皮納入勾地表並接獲發展商勾地，但多次的試勾亦遭政府拒絕，分別是2005年4月，6月和2010年2月。
到2011年，政府恢復賣地，在同年8月推出地皮招標出售，項目地盤面積84,895呎，改作混合用途的發展，地積比率為8.9倍。中標的財團需建酒店（屬必須履行的要求）及住宅或商業（包括辦公室）的發展。同時特設高度限制，前排100米高度的大廈用作發展酒店，而後排110米高的大廈發展住宅。賣地條款亦要求酒店面積不得少於32.29萬呎，佔總樓面42.7%，而酒店附屬設施樓面約10.76萬呎、商舖樓面為約3.23萬呎。 地皮有6家發展商入標，包括長實、新地、恒地、會德豐地產、嘉里建設和中國海外。到8月25日，地政總署公布，地皮由長實以62.672億元投得，較市場估值下限價低約3%，每方呎樓面地價約8,294元，被媒體形容為「筍價」。
2016年12月，項目住宅部份獲批預售樓花同意書，到2017年1月24日，發展商公佈正式為其命名為「維港頌」，反映了維多利亞港是香港其中一個值得歌頌的地方。到同年4月，項目首張涉76伙的價單、折實後平均呎價$29,251。開售時正遇上政府出招打擊「一約多伙」，但仍然有多達數百人排隊等候抽籤購入單位，有來自內地的準買家表示計劃以3,000萬至4,000萬元入市，表明不影響入市意欲。最後兩伙在2019年7月5日以逾1.26億元售出，平均呎價近4.8萬元，套現138億元。

## 規劃

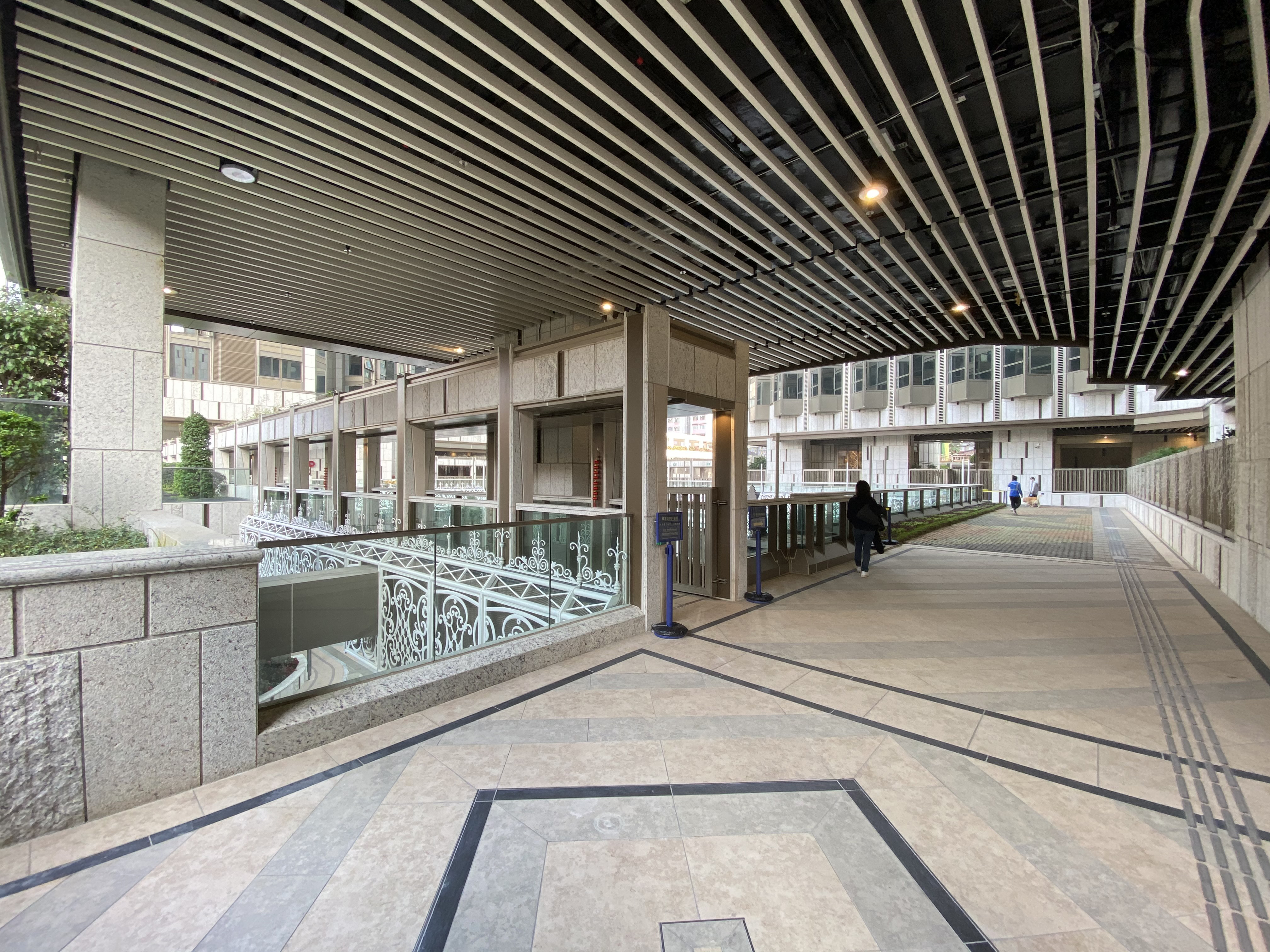
地面設24小時通道連接部分住宅樓宇

項目共設7座物業，每座大廈樓高33至39層，共設378伙住宅單位。其中第1座和第2座為住宅及酒店混合式發展大廈，而其餘6座為住宅及酒店混合式發展大廈。大廈地庫1及2樓，以及1至6或7樓屬酒店範圍，上方為住宅部分。

### 住宅
第1座全為四房雙套單位，提供48伙，佔全盤12%，實用面積逾1500平方呎。第7、8座有96伙，全為實用面積介乎1300至1400平方呎的四房一套。第3座和第5座全部提供三房單位，面積介乎1000至1100方呎；第6座密度較高，每層設5伙，提供1、2房及細三房單位，實用面積由432至587平方呎。所有單位的廚房均配備歐洲名牌的廚櫃及電器，包括德國Gaggenau及Poggenpohl等歐洲名牌。部分單位前臨東區走廊，享有西北維港海景。
項目設有12伙頂層連天台戶，位於第1、3、5、7、8座頂層A、B室及第6座37樓A、C室，實用面積介乎850至1,594平方呎，提供3至4房單位，連241至595平方呎的天台。
住客會所面積約20,339平方呎，主要位於地庫2樓，提供戶外游泳池、按摩浴和健身室等設施。

### 酒店
酒店部分於2019年1月正式命名為歷山酒店（Hotel Alexandra），並由發展商旗下的海逸國際酒店集團負責管理。酒店提供840間客房，以歐式的瑰麗堂皇風格為設計主題。設施包括健身中心、戶外泳池、多用途會場及歷山餐廳。不過餐廳在2020年12月開業後，被網民和飲食界YouTuber負評不絕，形容「金玉其外，敗絮其中」。酒店其後表示已經替換廚房團隊。而客房部分到2021年3月15日才開放。

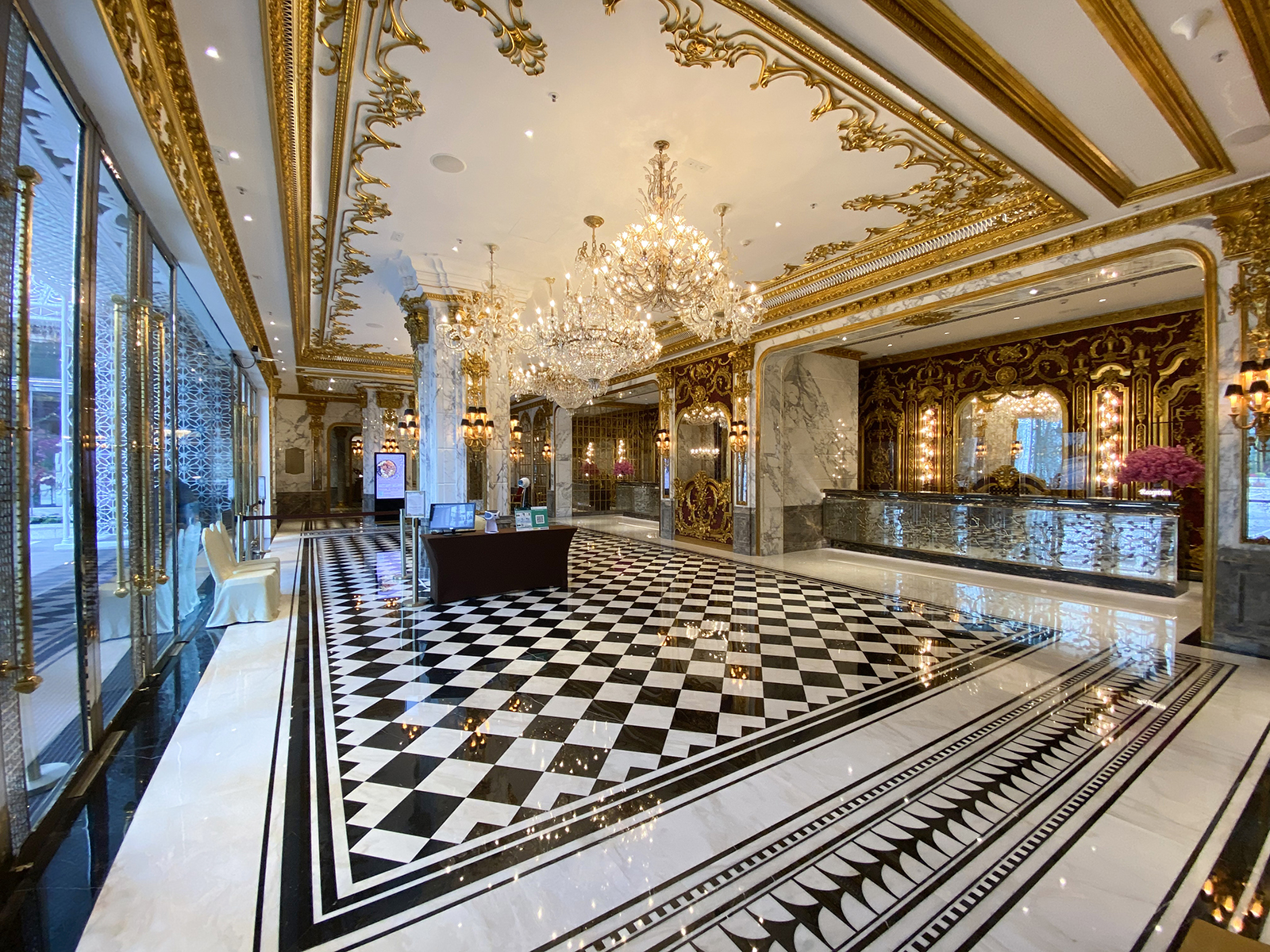
酒店大堂以歐式的瑰麗堂皇風格為設計主題
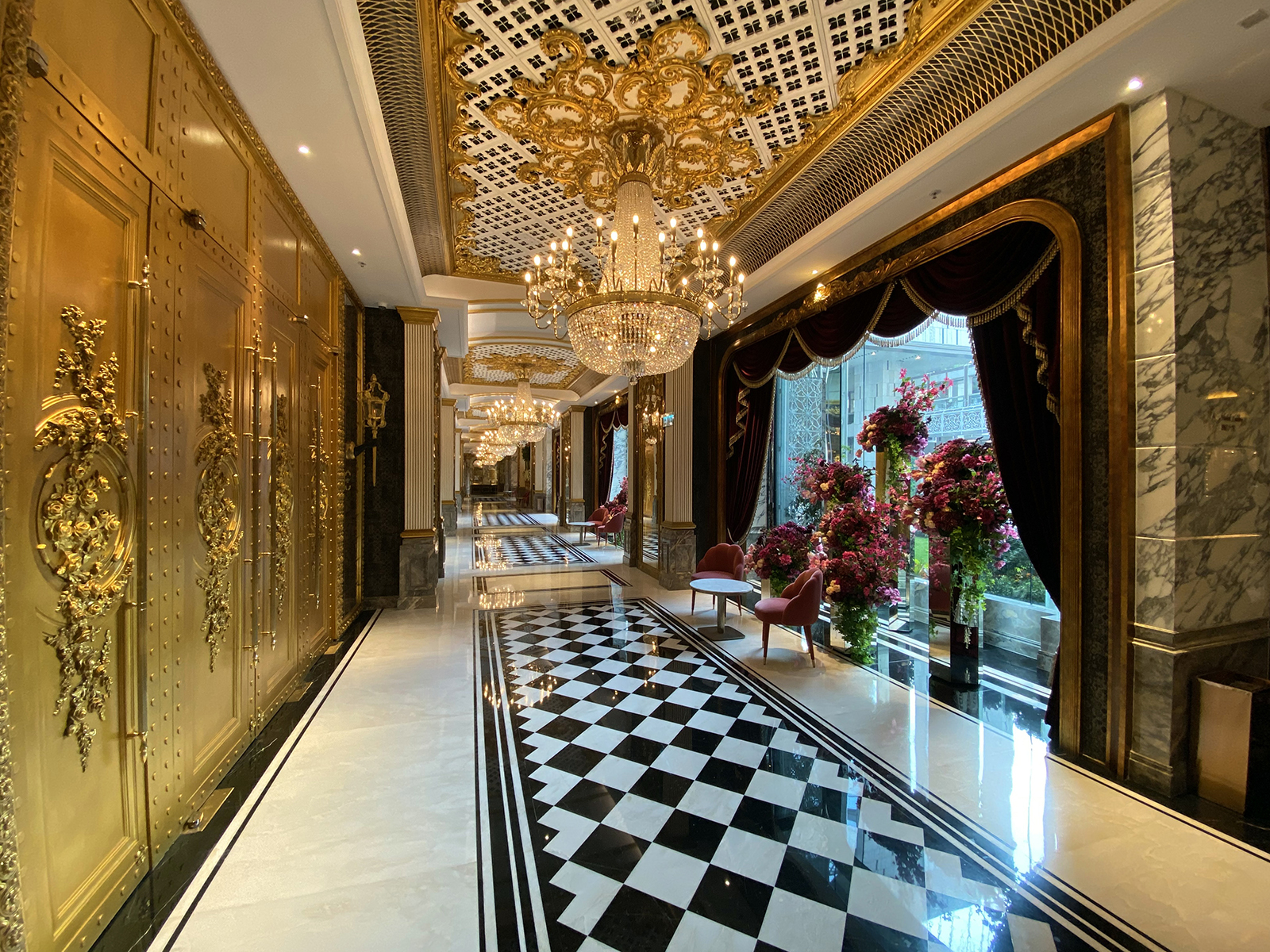
酒店通道
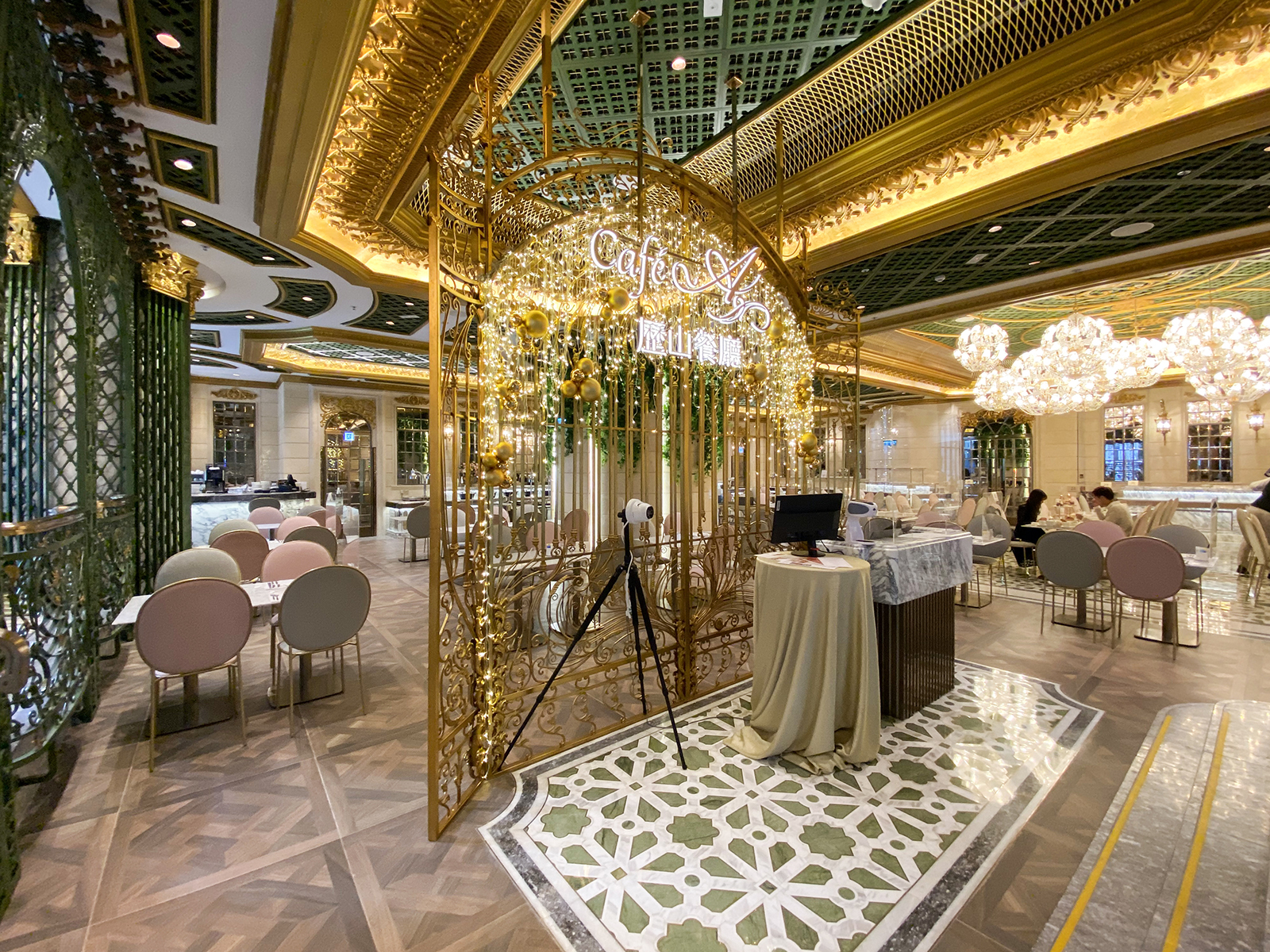
歷山餐廳

### 公共空間

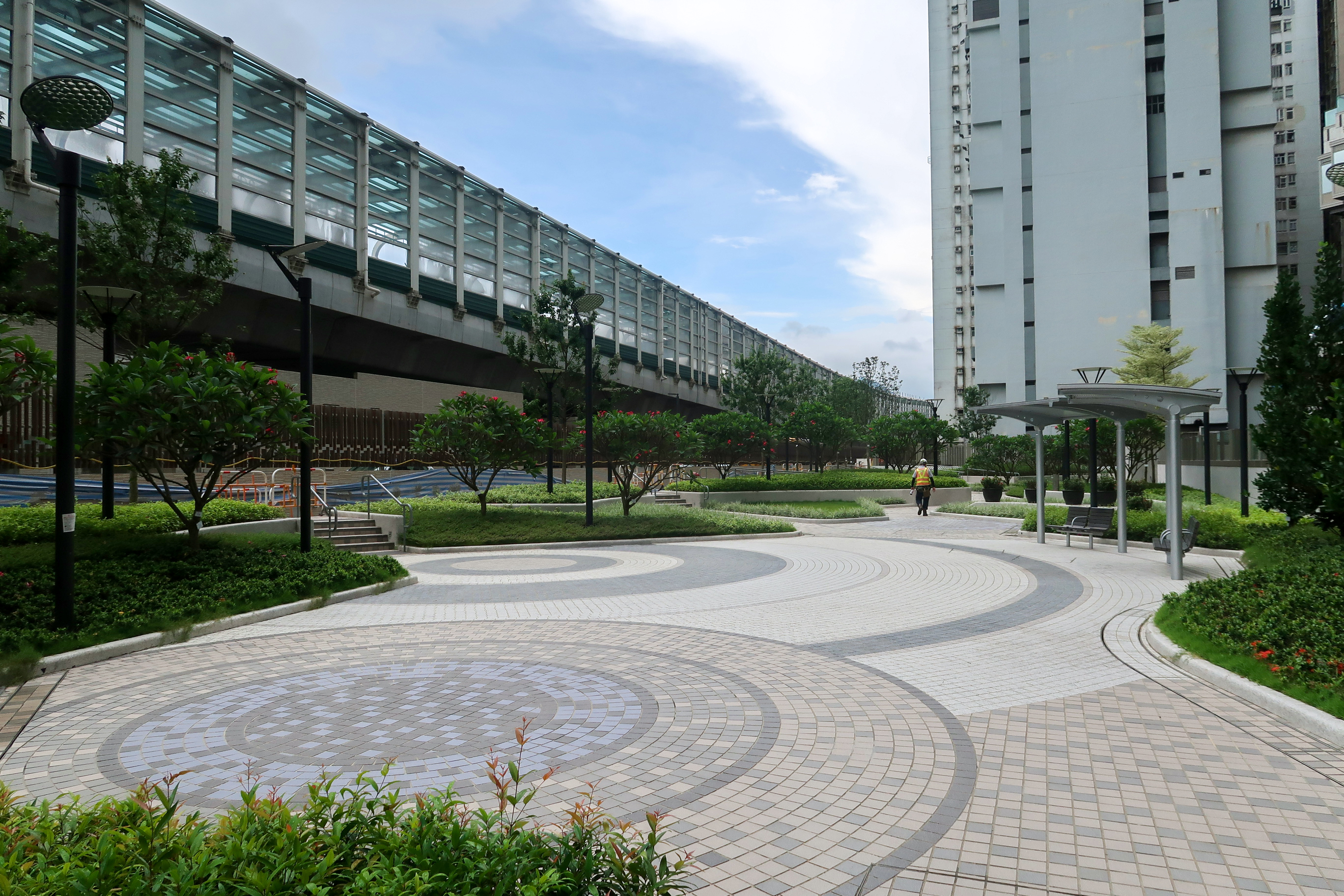
油街休憩處

物業旁的油街及海旁規劃作公眾休憩用地“油街休憩處”，面積逾4萬方呎，規定24小時開放，由康樂及文化事務署負責管理。而地面設24小時通道連接部分住宅樓宇和通往天橋連接港鐵炮台山站。

## 交通
距離港鐵炮台山站約2分鐘步程。停車場分佈地庫1至4樓，提供164個住宅車位和17個電單車位。

## 外部連結
- 維港頌官方網站（页面存档备份，存于）
- 歷山酒店官方網站（页面存档备份，存于）